# قلعه‌کش (آمل)
قلعه‌کش ، روستایی تاریخی در کنار تپه باستانی 5000ساله قلعه کتی (تپه قلعه کش) در 8 کیلومتری جاده جدید آمل به بابل در شهرستان آمل بخش دشت سر شرقی قرار دارد.با مردمانی مهمان نواز و خونگرم و با طبعتی زیبا بیشتر اهالی این روستا اصالتا ارجمندی و وشتانی میباشند که از توابع شهرستان فیروزکوه در استان تهران میباشد که در فصل بهار و تابستان به آن مناطق کوچ میکنند.
دهستان قلعه کش متشکل هفت روستا به نام های قلعه کش و باغبانکلا و نوآباد(دریاباری)و عربخیل و قیلانکا و رستم دار محله و حسن آباد میباشد.
کتل کش رودی است پر آب و زیبا و دارای ماهی های رودخانه ایی که از شاخه های رودخانه پر آب هراز میباشد که در مجاورت روستای قلعه کش جاریست که چند سالیست به دلیل نامهربانی مردمان پایین دست با لایروبی بی دلیل طبیعت و اکوسیستم این رود زیبا را از بین برده اند.
از افتخارات این روستا تقدیم هفت شهید گرانقدر به کشور عزیزمان شهید تقی آلوی .شهیدعلی آلو . شهیدعلی خلیلی . شهیدحسینعلی آهنگر . شهید محمد علی آهنگر و شهید سید جلیل دریاباری  و شهید کاظم متو در دوران 8ساله دفاع مقدس به درجه رفیع شهادت نایل آمدند.
شغل اصلی مردم این روستا کشاورزی و محصول اصلی آن برنج میباشد.

محوطه باستانی قلعه کش در حاشیه غربی و جنوب غربی روستای قلعه کش قرار دارد که پس از کاوش های باستان شناسان یافته هایی بسیار ویژه ای مربوط به ادوار پیش از تاریخ آهن و مفرغ کلکولتیک به دست آمده که از جمله آن میتوان به پیکره حیوانی و تدفین انسانی و مجموعه سفالین قابل گاهنگاری نسبی و ... اشاره کرد.

## جمعیت
این روستا در دهستان دشت‌سر شرقی قرار دارد و براساس سرشماری مرکز آمار ایران در سال ۱۳۸۵، جمعیت آن ۶۹۱ نفر (۱۸۰خانوار) بوده‌است.